# Ультраимпериализм
Ультраимпериализм — гипотетически мыслимая фаза капитализма, следующая за империализмом, контрреволюционная теория Карла Каутского, теория мирного перехода к социализму через форму коалиционных правительств. 
Эта идея основывается на том, что империализм, с его стремлениями к войне может быть преодолён внутри самой капиталистической формации. Родственные понятия «суперимпериализм», «гиперимпериализм» и «постимпериализм» применяются зачастую как синонимы. На момент возникновения ближайшим синонимом ультраимпериализма было содержание понятия «коллективный империализм».
Основными типичными чертами ультраимпериализма считаются наряду с отказом от насилия между развитыми капиталистическими державами и их успешным сотрудничеством в международных организациях, также усиливающаяся свобода торговли, набирающее силы сращивание капиталов при одновременно растущей концентрации капитала. Этим ультраимпериализм, как капиталистическая формация, значительно отличается от империализма, которому свойственны тенденции протекционизма, стремления к защите зон национальных экономик от импорта, при одновременном наращивании экспорта вовне. Обе фазы имеют монополистический характер.

## Происхождение понятия
Тезис («методология») об ультраимпериализме считается разработанным Карлом Каутским — чешско-немецким марксистом, историком, публицистом и идеологом социал-демократического движения времен Германской империи. Действительно, Каутский обозначил это понятие и впервые употребил его в 1914 году. Но, тем не менее, он обозначил им понятие, о котором он многократно говорил, начиная с 1912 года. Он постулировал, что это стадия, при которой конкуренция государств будет вытесняться взаимодействием картелей. Ультраимпериализм по Каутскому таким образом проявляется в государственных картелях, то есть политической структурой картелей.
Эта основная идея умиротворения империализма развита вовсе не лично Каутским. Уже в 1902 году британский социал-либерал Джон Гобсон в сходном контексте писал об Интеримпериализме, который как раз характеризуется союзом картелей крупнейших держав.
Также Карл Либкнехт ещё до Каутского, в 1907 году в своей брошюре «Милитаризм и антимилитаризм» высказывал мнение, что может наступить «объединение в трест всех возможных колониальных владений под колониальными государствами, так сказать… выключение колониальной конкуренции между государствами, так же как это происходит в частной конкуренции между капиталистическими предприятиями в картелях и трестах».

## Критика понятия современниками Каутского
В своей работе «Империализм, как высшая стадия капитализма» Ленин в 1916 году критиковал Каутского. Ленин использовал известные тогда теории получения прибыли картелями предприятий и ссылался на свойственные картелям нестабильность и склонность к кризисам, а также невозможность долговременного регулирования или подавления конкуренции картелями. Он считал, что если государственные картели функционируют так же, как и обычные картели предприятий, борьба за власть будет также необходима и неизбежна. Соответственно построение картелей империалистическими силами будет представлять собой нечто вроде передышки между войнами и другими конфликтами между ними.
Противостояние Ленина пацифистским взглядам социал-демократических сил II Интернационала вошли в историю марксизма как дискуссия Ленина и Каутского.

## Дальнейшее развитие тезиса ультраимпериализма
После второй мировой войны отношения между ведущими капиталистическими державами действительно начали напоминать виденье Каутским ультраимпериализма: стали более дружелюбными, склонными к политической кооперации и более экономически либеральными. В форме международных организаций, таких как НАТО, Евросоюз, Организация экономического сотрудничества и развития возникли подобные картелям союзы между западными странами. Эти изменения вызывают среди современных марксистов постоянные дискуссии о возможном изменении характера капитализма, но тезис об ультраимпериализме остается спорным. Большинство марксистов не спешит отказываться от ленинской теории империализма. Тем не менее, это понятие активно используют в англоязычных странах Мартин Томас, в немецкоязычных политолог Гармут Эльзенхалс. Но до какого-то достойного упоминания серьёзного развития теории дело так и не дошло.
Теория государственных картелей действительно применяется в изучении государственных отношений, но, во-первых, она использует только основы теории ультраимпериализма, а во-вторых, она не является собственно марксистской.
В русскоязычной литературе сценарии, сходные с ультраимпериализмом Каутского, описывал Александр Зиновьев, например, в романе-антиутопии Глобальный человейник.